# 26703 Price
26703 Price è un asteroide della fascia principale. Scoperto nel 2001, presenta un'orbita caratterizzata da un semiasse maggiore pari a 2,5723625 au e da un'eccentricità di 0,1760837, inclinata di 9,90429° rispetto all'eclittica.
L'asteroide è dedicato allo statunitense David R. Price.